# 뷰티 바이블 2016
《뷰티 바이블 2016》은 KBS 드라마의 텔레비전 프로그램이다.

## 방송 개요
- 출연자들의 경험에서 우러나온 뷰티 팁과 노하우를 전하는 프로그램

## 방송 시간
- 매주 토요일 저녁 8:40

## 출연자
- 제시카
- 김재경